# Unchahar
Unchahar là một thị xã và là một nagar panchayat của quận Rae Bareli thuộc bang Uttar Pradesh, Ấn Độ.

## Nhân khẩu
Theo điều tra dân số năm 2001 của Ấn Độ, Unchahar có dân số 9305 người. Phái nam chiếm 51% tổng số dân và phái nữ chiếm 49%. Unchahar có tỷ lệ 57% biết đọc biết viết, thấp hơn tỷ lệ trung bình toàn quốc là 59,5%: tỷ lệ cho phái nam là 66%, và tỷ lệ cho phái nữ là 48%. Tại Unchahar, 17% dân số nhỏ hơn 6 tuổi.